# Fürstenberg, Holzminden
Fürstenberg là một đô thị trong huyện Holzminden, bang Niedersachsen, Đức. Đô thị Fürstenberg, Holzminden có diện tích 3,22 km², dân số thời điểm ngày 31 tháng 12 năm 2006 là 1236 người.